# Eikelandsosen
Eikelandsosen är en tätort i Bjørnafjordens kommun i Vestland fylke i västra Norge. Orten ligger där fylkesväg 48 möter fylkesväg 552, längst inne vid Eikelandsfjorden, en arm av Fusafjorden.
Tidigare har orten utgjort centralort i dåvarande Fusa kommun i Hordaland fylke.